# Ognjena zemlja, Antarktika in južnoatlantski otoki
Ognjena zemlja, Antarktika in južnoatlantski otoki (špansko Tierra del Fuego, Antártida e Islas del Atlántico Sur) je najjužnejša argentinska provinca, ki jo od preostanka Argentine ločuje Magellanov preliv ter čilensko ozemlje ob njej. V Argentini ji krajše pravijo kar Tierra del Fuego.
Provinca na zahodu meji na Čile, na severovzhodu jo obliva Atlantski ocean, na jugu pa preliv Beagle. Provinca obsega otok Isla Grande de Tierra del Fuego vzhodno od 68 ° 36 ' 38 " zahodne zemljepisne dolžine, nekaj majhnih nenaseljenih otočkov v prelivu Beagle in otok Estados (špansko Isla de los Estados) vzhodno od Isla Grande de Tierra del Fuego. V Argentini poleg tega k provinci prištevajo nekaj spornih ozemeljskih zahtevkov, nad katerimi Argentina sploh nima nadzora: Antarktika med 25 ° in 74 ° zahodne zemljepisne širine (ki se delno prekriva s čilenskim in britanskim zahtevkom) vključno z Južnimi Orkneyskimi otoki, Falklandski otoki ter Južna Georgia in Južni Sandwichevi otoki (oboje pod suverenostjo Združenega kraljestva).
Območje šteje le tri večja naselja: mesti Ushuaia in Río Grande ter manjše mestece Tolhuin.

## Zgodovina
Območje današnje province je bilo poseljeno pred približno 12.000 leti. Do prihoda prvih Evropejcev v 16. stoletju je bilo staroselcev okoli 10.000, razdeljenih v 4 plemena: Jamana, Alakaluf, Selknam on Manekenk (oz. Haush). Prinesene bolezni so močno zdesetkale avtohtono prebivalstvo in 50 let po 'odkritju' jih je ostalo le 350. 
Ferdinand Magellan, ki je leta 1520 kot prvi Evropejec 'odkril' Ognjeno zemljo, jo je po številnih ognjih, s katerimi so se staroselci greli, sprva poimenoval Dežela dima, pozneje pa  se je bolj prijelo še danes uveljavljeno ime Ognjena zemlja. 
Sredi 16. stoletja sta najprej Juan de Alderete in zatem Pedro Sarmiento de Gamboa poskušala ustanoviti naselbine, vendar se poskus zaradi neprijaznega podnebja in napadov britanskih piratov (ki so zajeli in zaprli Gamboo) ni obnesel. 
Kasneje je Ognjeno zemljo prešlo več španskih, britanskih, nizozemskih in francoskih raziskovalcev, npr. Gabriel de Castilla, ko se je približal Antarktiki, Robert Fitzroy in Charles Darwin.
Leta 1820 je Argentina na Falklandskih otokih ustanovila kazensko kolonijo Puerto Soledad, vendar jo je morala leta 1831 po britanskem zavzetju otokov zapustiti. Luís Piedrabuena je na otoku Estados ustanovil oprišče San Juan de Salvamento. Leta 1870 je Thomas Bridges po tistem, ko se je strinjal z argentinsko suverenostjo, v Ushuaii ustanovil anglikanski misijon, nedolgo zatem so salezijanski misijonarji ustanovili Río Grande.  
Leta 1884 je bila ustanovljena gubernija Ognjena zemlja, ki je formalno že »obsegala« tudi Antarktiko in južnoatlantske otoke. V tem času je bila določena tudi mejna črta, ki otok Isla Grande Tierra del Fuego še danes deli med Čile in Argentino. 
Leta 1883 se je pričela zlata mrzlica, ki je privabila mnogo priseljencev, med drugimi tudi Hrvate iz Dalmacije. Ta val priseljevanja je prinesel nekaj napredka, npr. izgradnjo telegrafa. Do leta 1910 je večine zlata zmanjkalo, vendar so priseljenci po večini ostali. 
Leta 1943 je bila ustanovljena Gobernación Marítima de Tierra del Fuego, v Ushuaii in Ríu Grande sta nastali mornariški oporišči, zgrajeno je bilo letališče in ostala infrastruktura. Vse to je privabilo dodatne priseljence iz Argentine in drugih držav. Zaradi vsega tega kljub prvotnemu mitu o silno neprijaznih življenjskih razmerah danes to ni najredkeje naseljena argentinska provinca, saj z gostoto 4,75 prebivalca/km² presega kar 5 provinc. 
Leta 1978 je zaradi ozemeljskih sporov glede nekaj otokov v prelivu Beagle skorajda izbruhnila vojna s Čilem. Pričetek spopadov je v zadnjem trenutku s posredovanjem in kasnejšo arbitražo zaustavil papež Janez Pavel II. Med falklandsko vojno leta 1982 je bil Río Grande eno od pomembnejših argentinskih oporišč.
Šele leta 1990 je status province dobila Ognjena zemlja, Antarktika in južnoatlantski otoki, dve leti kasneje pa so izvolili prvega guvernerja.

## Geografija in podnebje
Severni del Ognjene zemlje podobno kot v provinci Santa Cruz sestavljajo nizka gričevja in peščene plaže. Južni del je bolj gorat. Najvišji vrh je Cornú, visok 1490 metrov. Na otoku teče več kratkih rek, zaradi nizkih temperatur je tudi večje število manjših ledenikov, ki si utirajo pot proti morju. Povprečna letna temperatura je 5,3 °C, na severnem delu v povprečju pade 300mm padavin na leto, na južnem pa 550mm.

## Gospodarstvo
Provinci so leta 1972 priznali nekaj davčnih olajšav. To je privabilo več podjetij, ki so zlasti okoli mesta Río Grande postavila obrate za izdelavo elektronskih izdelkov. 
Pomembna dejavnost še naprej ostaja tudi ovčereja in posledična proizvodnja volne, mesa in usnja. Obenem je na Ognjeni zemlji nekaj nahajališč nafte in zemeljskega plina.
Vedno bolj na pomenu pridobiva turizem, zlasti Ushuaia z zgodovinskimi ostanki iz časov kazenske kolonije, okoliškimi gorami, smučišči, jezerom Fagnano in bližnjim narodnim parkom Tierra del Fuego in kot enim izmed izhodišč za odprave na Antarktiko.
Danes je to ena najbolj razvijajočih se argentinskih provinc, po življenjskem standardu sta pred njo le še mesto Buenos Aires in Santa Cruz.

## Upravna delitev
Provinca se uradno deli na 4 departmaje, od katerih sta le prva dva pod dejansko suverenostjo Argentine:
1. Ushuaia (Ushuaia)
2. Río Grande (Río Grande)
3. Antártida Argentina
4. Islas del Atlántico Sur